# Mogilno

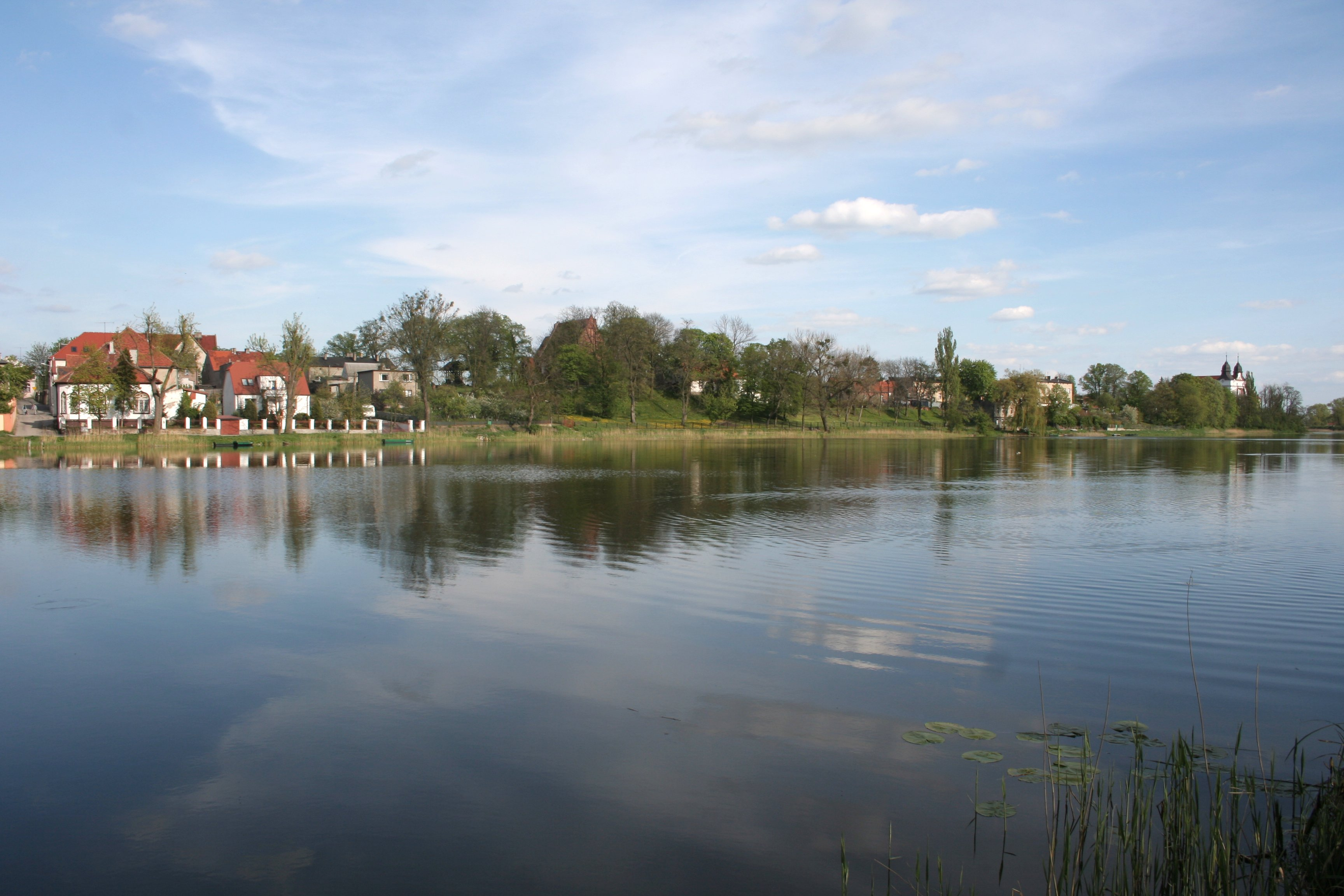
Mogilno vanaf het Mogilno Meer

Mogilno is een stad in het Poolse woiwodschap Koejavië-Pommeren, gelegen in de powiat Mogileński. De oppervlakte bedraagt 8,32 km², het inwonertal 11.928 (2017).

## Geschiedenis
In het Middeleeuwse Polen was Mogilno een van de belangrijkste steden, gelegen in de grensstreek tussen Koejavië en Groot-Polen. Dit hing samen met de ligging tussen twee meren, waar een vesting was gebouwd. In de elfde eeuw werd er een benedictijnenklooster gebouwd. In 1872 werd Mogilno aangesloten op het spoorwegnet. Eerst aan de spoorlijn Poznań-Bydgoszcz, later kwamen er verbindingen bij naar Barcin en Orchów.

## Verkeer en vervoer
- Station Mogilno

## Sport en recreatie
Door deze plaats loopt de Europese wandelroute E11. De E11 loopt van Den Haag naar het oosten, op dit moment de grens Polen-Litouwen. Ter plaatse komt de route van het zuidwesten vanaf Izdby, loopt langs het station en het centrum en vervolgt in zuidoostelijke richting naar Bystrzyca.

## Geboren
- Kurt Lewin (1890-1947), Duits-Amerikaans psycholoog

## Galerij

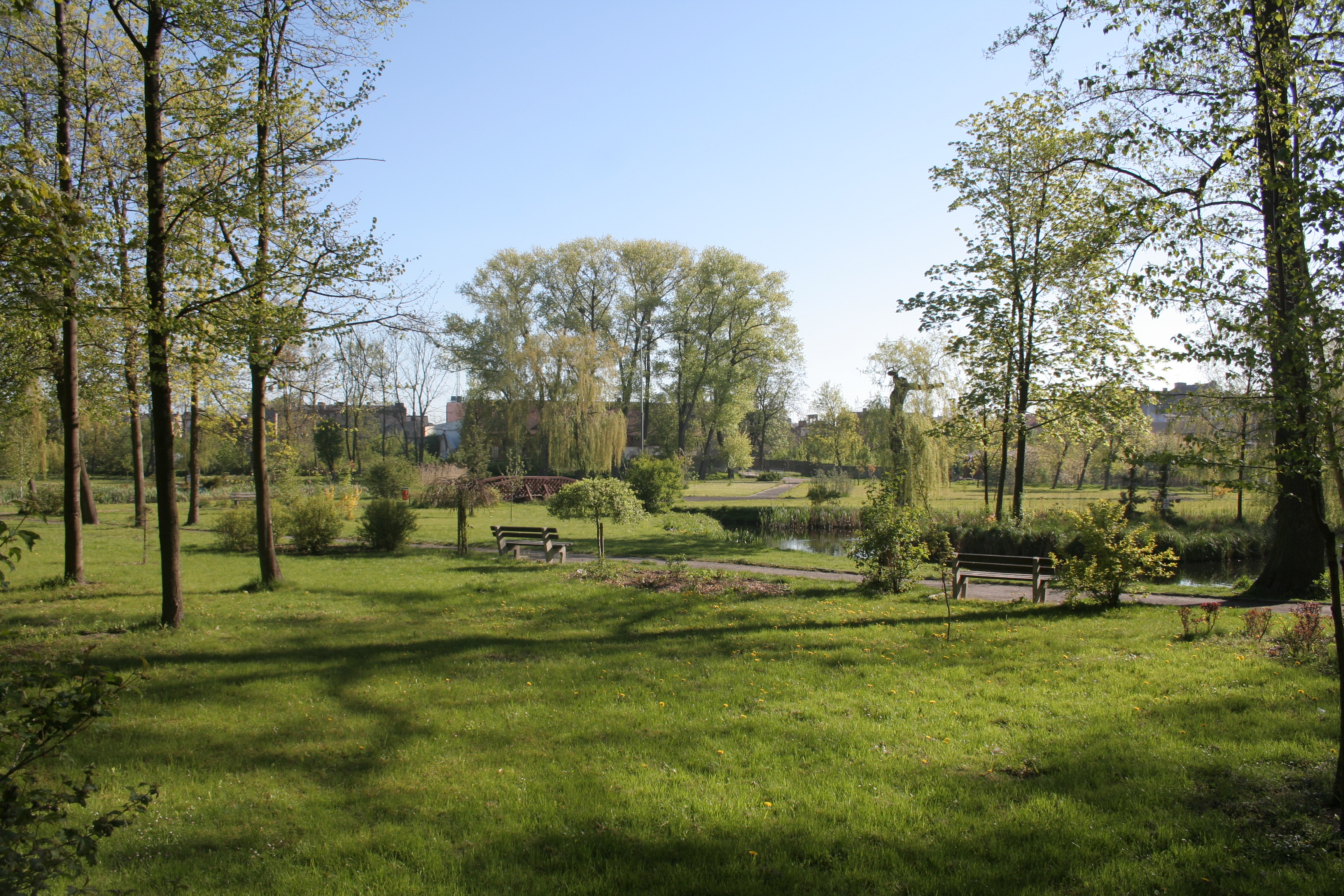
Het Miejski Park
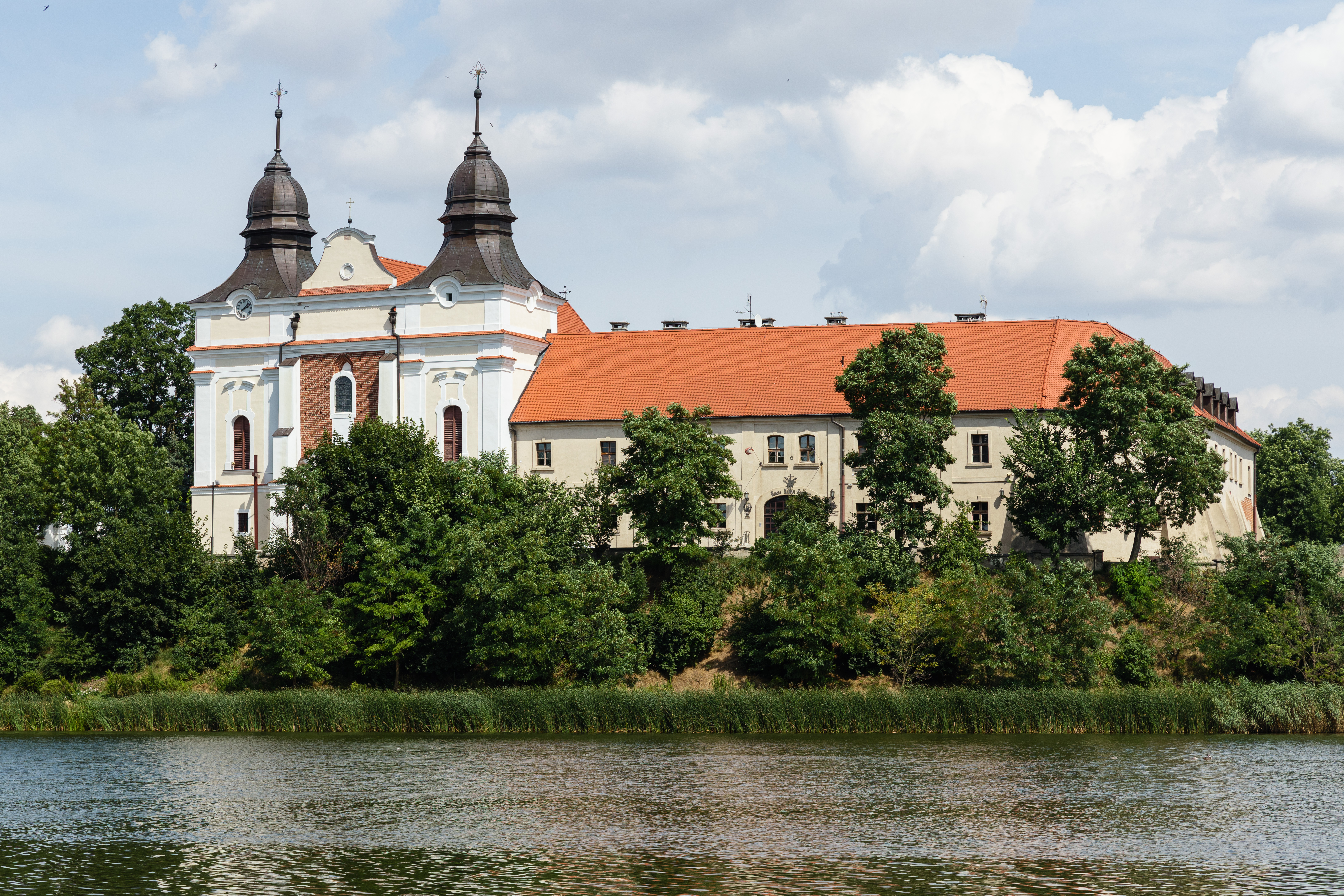
Het klooster
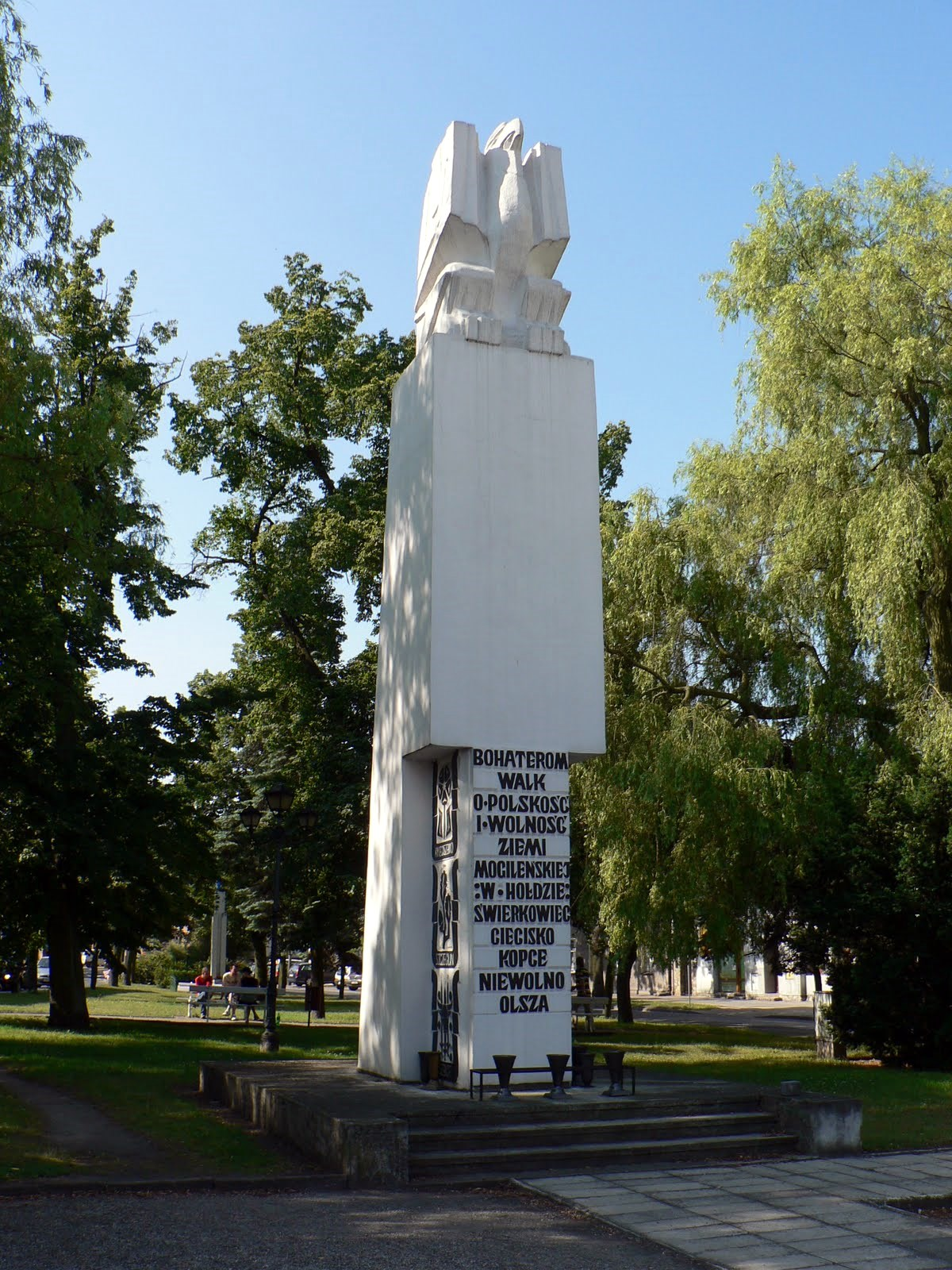
Monument ter nagedachtenis van de Poolse Opstand (1918)
Wapen van Mogilno